# Ceromella hepburni
Espèce
Synonymes
- Ceroma hepburni Hewitt, 1923

Ceromella hepburni est une espèce de solifuges de la famille des Ceromidae.

## Distribution
Cette espèce est endémique d'Afrique du Sud.

## Description
Le mâle holotype mesure 13 mm.

## Étymologie
Cette espèce est nommée en l'honneur d'Ivan Dawson Hepburn (1895-1937).

## Publication originale
- Hewitt, 1923 : On certain South African Arachnida, with descriptions of three new species. Annals of the Natal Museum, vol. 5, p. 55-66.